# Araff
Araff ist ein untergegangenes Dorf der heutigen Stadt Bad Berleburg im Kreis Siegen-Wittgenstein in Nordrhein-Westfalen.

## Lage
Der Ort lag nördlich von Arfeld im Arfetal.

## Geschichte
Wann das Dorf entstanden ist, kann nicht genau gesagt werden. Aufgrund des Alters von Arfeld könnte der Ort im 10. Jahrhundert entstanden sein. Urkundlich wird Araff erstmals 1418 in einem Vertrag von Johann von Wittgenstein und Godebert von Hatzfeld erwähnt. Nach Pfändung von Dotzlar und Zahlung von 300 fl. verzichtet Godebert von Hatzfeld auf die schon vorher gepfändeten Dörfer Araff und Heilgershausen mit all seinen Anteilen und Zubehör. 1439 wird Araff als wüste Ortschaft beschrieben. Lediglich der Pfandbrief über das Kirchspiel Arfeld bleibt in Hatzfelder Besitz.